# 터마시구

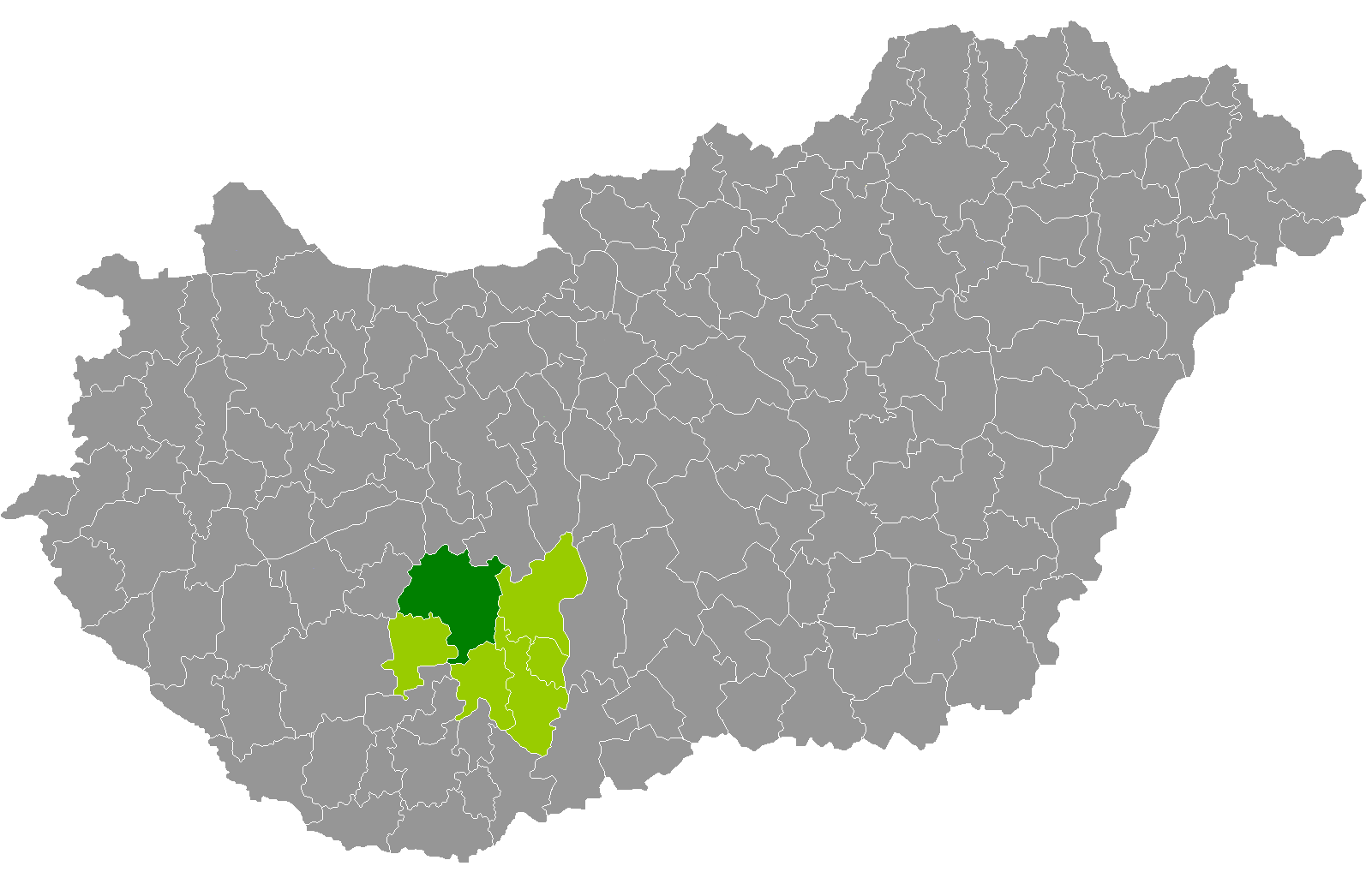
톨너주 지도에 표시된 터마시구의 위치

터마시구(헝가리어: Tamási járás)는 헝가리 톨너주에 위치한 구로 구청 소재지는 터마시이며 면적은 1,019.94km2, 인구는 38,705명(2011년 기준), 인구 밀도는 38명/km2이다.
북쪽으로는 페예르주 에닌그구, 샤르보가르드구, 동쪽으로는 퍽시구, 섹사르드구, 남쪽으로는 버러녀주 보니하드구, 헤지하트구, 남서쪽으로는 돔보바르구, 서쪽으로는 쇼모지주 터브구, 시오포크구와 접한다. 32개 지방 자치체(3개 시, 29개 마을)를 관할한다.

구 문장